# Sphecodes assamensis
Sphecodes assamensis là một loài Hymenoptera trong họ Halictidae. Loài này được Blüthgen mô tả khoa học năm 1927.